# Jürgen Götz
Jürgen Götz (* 11. August 1967 in Würzburg) ist seit 2014 Erster Bürgermeister der Gemeinde Veitshöchheim und durch seine Anwesenheit bei Fastnacht in Franken deutschlandweit bekannt.

## Leben und Wirken
Er besuchte die  Grund- und Hauptschule Veitshöchheim und im Anschluss die Jakob-Stoll-Realschule in Würzburg. 1985 begann  er eine Ausbildung zum Technischen Zeichner.
Seinen Grundwehrdienst leistete er beim Sanitätsbataillon 12 in der Balthasar-Neumann-Kaserne in Veitshöchheim ab. Anschließend machte er berufsbegleitend seine Ausbildung zum Staatlich geprüften Techniker in der Fachrichtung Maschinenbau. Dann arbeitete er als Konstrukteur, Projektleiter und Bauleiter.

## Politische Laufbahn
1999 trat Götz in die CSU ein und im Jahr 2002 wurde er in den Gemeinderat von Veitshöchheim gewählt. Am 1. Mai 2014 wurde zum Bürgermeister der Gemeinde gewählt. Er wurde damit Nachfolger von Rainer Kinzkofer, der 24 Jahre lang Bürgermeister gewesen war. Zugleich wurde er auch Mitglied im Kreistag im Landkreis Würzburg. 

## Fernsehauftritte
Seitdem er Bürgermeister ist, sitzt er bei „Fastnacht in Franken“ zusammen mit dem Intendanten am Tisch des Ministerpräsidenten. Im Jahre 2018 spielte er beim Eröffnungslied selbst mit dem Saxophon mit.